# Vanua sambucina
Vanua sambucina är en insektsart som beskrevs av Ronald Gordon Fennah 1950. Vanua sambucina ingår i släktet Vanua och familjen Tropiduchidae. Inga underarter finns listade i Catalogue of Life.